# Ingo Preminger
Ingwald "Ingo" Preminger (Tchernivtsi, 25 de fevereiro de 1911 –  Los Angeles, 7 de junho de 2006) foi um produtor de cinema austríaco-americano mais conhecido por produzir o aclamado filme MASH de 1970. Também atuou como agente literário de diversos escritores. Ele era irmão do ator, diretor e produtor Otto Preminger.

## Biografia
Preminger nasceu em uma família judia na Áustria-Hungria, seu pai, Marckus Preminger, era o procurador-geral do império. Ele e seu irmão Otto estudaram direito, antes de imigrarem para os Estados Unidos, devido à ascensão do nazismo. Ele e sua família conseguiram fugir da Áustria com a ajuda da atriz Tallulah Bankhead, que tinha conexões influentes em Washington, D.C. Ele foi indicado ao Oscar pelo filme MASH de 1970, cujo livro foi enviado a ele por Ring Lardner Jr. Preminger também produziu o filme The Salzburg Connection em 1972.
Ele deixou sua esposa, Kate Preminger, que foi casado por 70 anos, e eles tiveram um filho, Jim, que é agente literário; duas filhas, Kathy Kauff e Eve Preminger, que foi juíza de sucessões em Nova York; oito netos e quatro bisnetos. Seu irmão, Otto, faleceu em 1986, aos 80 anos. Ingo Preminger faleceu em 7 de junho de 2006, em Pacific Palisades, Califórnia, aos 95 anos. e três filhos, incluindo Eve Preminger, que foi juíza de sucessões em Nova York.

## Carreira
Ingo começou sua carreira em Viena como advogado. Em 1938, ele e sua família fugiram dos nazistas e se mudaram para Nova York, onde ele possuía um negócio de fornecimento de tintas. Em 1947, a família se mudou para Los Angeles, onde Preminger iniciou uma nova carreira no ramo do entretenimento.
Ele abriu sua própria agência de talentos em 1948 e, mais tarde, representou escritores de destaque incluídos na lista negra durante a era McCarthy, incluindo Ring Lardner Jr. e Dalton Trumbo. Preminger ajudou esses escritores a contornar as restrições dos estúdios, fazendo com que outros escritores aceitassem o crédito por seus trabalhos.
MASH (1970), dirigido por Robert Altman, foi uma comédia de humor negro ambientada durante a Guerra da Coreia. Lardner ajudou Preminger a dar o maior passo de sua carreira ao lhe enviar uma cópia do livro MASH. Preminger apresentou o livro a Richard Zanuck, chefe de produção da 20th Century, que rapidamente concordou em transformá-lo em um filme e trouxe Preminger como produtor. Tornou-se um grande sucesso de bilheteria e foi amplamente elogiado pela crítica. O filme destacou-se por sua visão satírica da guerra e seu humor subversivo, que foi um pouco diluído na adaptação subsequente para a televisão. MASH recebeu a Palma de Ouro no Festival de Cannes, o Globo de Ouro de Melhor Comédia ou Musical, e foi indicado ao Oscar de Melhor Filme. Ring Lardner Jr. ganhou o Oscar de Melhor Roteiro Adaptado pelo filme.
Após MASH, Preminger produziu mais dois filmes, nenhum dos quais alcançou o mesmo nível de sucesso. The Salzburg Connection (1972) foi um thriller sobre documentos nazistas escondidos, e The Great Smokey Roadblock (1976) foi um drama estrelado por Henry Fonda como um caminhoneiro envelhecido. Preminger se aposentou da indústria cinematográfica no final dos anos 1970.

## Filmes
- MASH (1970) — Produtor
- The Salzburg Connection (1972) — Produtor
- The Great Smokey Roadblock (1976) — Produtor